# João Damas

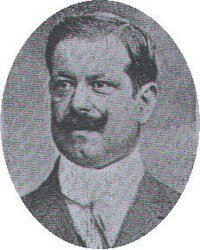
Dr.João Damas

Dr. João José Luís Damas (São Miguel do Rio Torto, 1871 — 1938), foi um médico português.
Estudou na Escola Médica do Porto na Década de 1890, onde aderiu ao Republicanismo. Além de ter sido um grande vulto do Republicanismo em Abrantes, foi, também, deputado nas Constituintes de 1911  tendo sido deputado mais vezes durante a Primeira República (cf. MARQUES, António Henrique Oliveira; [et. al.] - Parlamentares e Ministros da Primeira República (1910-1926). Lisboa: Assembleia da República / Afrontamento, 2000. p. 193). Por outro lado, era um conhecido médico no Concelho de Abrantes, com consultório em Rossio ao Sul do Tejo, na Praceta que hoje tem o seu nome na referida localidade.
Porém, enquanto deputado, foi o Dr. João José Luís Damas que apresentou no parlamento o projecto de elevação de Abrantes a Cidade, através da iniciativa n º 14h de 12 de Julho de 1915  que viria a ser aprovado em 20 de Maio de 1916 (cf. Idem. p. 61).
Irmão de Àlvaro Damas, proprietário de grandes Herdades, entre elas a Herdade do Arrepiado, Herdade da Retorta e Herdade da Parrada que foi uma das maiores Herdades de Portugal.

## 
1. ↑  Rui Lopes. «História de S. Miguel de Rio Torto»
2. ↑  Rui Lopes. [hhttp://saomigueldoriotorto.blogspot.de/2006/11/figuras-importantes-de-s-miguel-do-rio.html/ «História de S. Miguel de Rio Torto»]
3. ↑  (cf. AS CONSTITUINTES DE 1911 E OS SEUS DEPUTADOS. Lisboa: Livraria Ferreira, 1911. p. 245-246)
4. ↑  (cf. CAMPOS, Eduardo; CAVALHEIRO, Isabel - Abrantes 1916: Processo de Elevação a Cidade. Abrantes: Câmara Municipal de Abrantes, 1992. p. 57)
5. ↑  Alvega.info http://www.alvega.info/artigo.php?seccao=1&subseccao=1&artigo=55http://www.portugalio.com/abrantes/rua-doutor-joao-jose-luis-damas/ Em falta ou vazio |título= (ajuda)
6. ↑  Codigopostal.ciberforma.pt http://codigopostal.ciberforma.pt/codigo_postal.asp?n=196369http://peticaopublica.com/PeticaoVer.aspx?pi=P2010N2749 Em falta ou vazio |título= (ajuda)